# Ed Gardner
Ed Gardner (ur. 29 czerwca 1901, zm. 17 sierpnia 1963) – amerykański aktor, producent filmowy i komik.
Występował w słuchowisku radiowym Duffy’s Tavern.

## Filmografia

### Seriale
- 1955: Alfred Hitchcock przedstawia jako Sheridan / Marvin Foley

### Producent
- 1951: The Man with My Face

## Wyróżnienia
Ma dwie gwiazdy w Hollywoodzkiej Alei Gwiazd.